# Çamburnu
Çamburnu ist ein am Schwarzen Meer gelegenes Bergdorf in der Provinz Trabzon, Türkei. Es hat 1.764 Einwohner (Stand: 2007).

## Geplante Mülldeponie
Mitte/Ende der 1990er Jahre beschloss der türkische Staat, oberhalb des Dorfes eine Mülldeponie anzulegen. In einer ehemaligen Kupfergrube soll Müll aus den Großstädten Trabzon und Rize sowie 49 weiteren Gemeinden eingelagert werden, nach Schätzungen 600 Tonnen Müll pro Tag.
Das Vorhaben führte zu einem bis heute andauernden Widerstand der Dorfgemeinschaft. Unterstützt wird sie darin inzwischen auch von bekannten Persönlichkeiten wie der deutschen Politikerin Claudia Roth oder dem Filmemacher Fatih Akın, der im April 2007 unter dem Arbeitstitel Der Müll im Garten Eden ein Dokumentarfilmprojekt über die Thematik begann. Der Film wurde im Dezember 2012 in Deutschland aufgeführt. Akıns Großeltern stammen aus Çamburnu.

## Sonstiges
Die Schlusssequenz des mehrfach ausgezeichneten deutschen Spielfilms Auf der anderen Seite spielt in Çamburnu.
Der türkische Sänger Yusuf Kaba sang und arrangierte das traditionelle Lied Çamburnu für eine Schallplattenaufnahme.

## Einzelbelege
1. ↑  Thomas Seibert: Türkei: Mülldeponie an der Teeplantage. In: tagesspiegel.de. 3. September 2007, abgerufen am 31. Januar 2024.
2. ↑  Behaltet euren Schmutz, wir wollen atmen in FAZ vom 5. Dezember 2012, Seite 27
3. ↑  Regisseur Akin kämpft gegen Mülldeponie (Memento vom 14. Juli 2007 im Webarchiv archive.today)